# Midden-Aziatische brilslang
De Midden-Aziatische brilslang (Naja oxiana) is een giftige slang uit de familie van de echte cobra's.

## Naam en indeling
De wetenschappelijke naam van de soort werd voor het eerst voorgesteld door Karl Eichwald in 1831. Oorspronkelijk werd de wetenschappelijke naam Tomyris oxiana gebruikt. De Midden-Aziatische brilslang werd lange tijd beschouwd als een ondersoort van de brilslang (Naja naja) waardoor de verouderde wetenschappelijke naam (Naja naja oxiana) in de literatuur nog wel wordt opgevoerd.

## Uiterlijke kenmerken
De Midden-Aziatische brilslang is bruin van kleur en heeft meerdere donkere banden rond de hals. Ze zijn middelgroot in de lengte en zijn gemiddeld 1 meter lang. Zelden worden er ook exemplaren van 1,5 meter gevonden. De kop is enigszins verschillend van de hals met een korte, afgeronde snuit en grote neusgaten. In tegenstelling tot de meeste brilslangen heeft deze soort juist geen bril-achtige tekening aan de achterzijde van de hals.

## Verspreiding en habitat
De Midden-Aziatische brilslang komt voor in delen van Azië en het Midden-Oosten en leeft in de landen Afghanistan, India, Iran, Kirgizië, Oezbekistan, Pakistan, Tadzjikistan en Turkmenistan. De slang wordt vaak gevonden in droge halfwoestijnen in rotsachtige of steenachtige gebieden. Ze komen voor op hoogtes tot ongeveer 3000 meter boven zeeniveau. Dit is ook de meest westelijke soort van alle Aziatische cobra's.

## Levenswijze
Midden-Aziatische brilslang is voornamelijk een bodembewoner die meestal overdag actief is. In de warmste maanden van het jaar echter wordt ook tijdens de schemering en 's nachts gaan gefoerageerd. De slang is een goede klimmer en kan ook zwemmen. Op het menu staan kleine zoogdieren, amfibieën en vogels die tijdens de avond en vroege ochtend worden buitgemaakt. De brilslang jaagt voornamelijk op knaagdieren, padden en kikkers, soms vissen, vogels en hun eieren.

## Beschermingsstatus
Door de internationale natuurbeschermingsorganisatie IUCN is de beschermingsstatus 'onzeker' toegewezen (Data Deficient of DD).